# Обломей Семен Олександрович
Семен Олександрович Обломей (позивний — Сем; 13 червня 2000, м. Київ — 21 червня 2022, м. Сіверськодонецьк, Луганська область) — український військовослужбовець батальйону «Свобода» Національної гвардії України, учасник російсько-української війни.

## Життєпис
Семен Обломей народився 13 червня 2000 року в місті Києві.
Навчався в одній зі шкіл Києва та Українській академії лідерства. 2019 року вступив до Навчально-наукового інституту лісового і садово-паркового господарства Національного університету біоресурсів і природокористування України. У кінці січня 2022 року успішно закінчив чотиримісячний курс з лісівництва в Швеції.
Захоплювався екоактивізмом, дуже любив подорожувати, організовував вишколи й мандрівки. Учасник місії «Українських студентів за свободу».
28 лютого 2022 року долучився до батальйону «Свобода», де згодом став командиром роти. Брав участь у визволенні Бучі та Ірпеня, захищав Рубіжне, Лисичанськ, Сіверськодонецьк. Загинув 21 червня 2022 року від авіаудару, захищаючи м. Сіверськодонецьк, перед цим вивів свою групу в безпечне місце.
Похований 28 червня 2022 року на Байковому кладовищі м. Києва.
Залишилася дружина.

## Вшанування пам'яті
27 серпня 2022 року батько Олександр в Національному ботанічному саді імені М. М. Гришка НАН України висадив тендітний сіянець гінкго дволопатевого, який виростив загиблий Семен.
Діє стипендіальний фонд ім. Семена Обломея, який допомагає охочим отримати фах арбориста.
У Києві та Дніпрі 24 травня 2025 року організований благодійний забіг пам'яті Семена Обломея .